# 晴斑異齒䲁
晴斑異齒䲁（學名：Ecsenius pardus），又稱晴斑無鬚䲁，為輻鰭魚綱鳚形目䲁科異齒䲁屬的一種，分布於西太平洋斐濟海域，深度0至15公尺，本魚體延長，稍側扁，似圓柱狀；頭鈍短。前鼻孔具一鼻鬚；無眼上鬚及頸鬚，齒門牙47至58顆，後犬齒，兩側各一個，側線無垂直孔對，背鰭下方背側有一排暗斑，通常不呈馬鞍狀，身體後半部有黑斑，周圍有明顯、離散的蒼白環，背鰭硬棘12枚、背鰭軟條13-15枚、臀鰭硬棘2枚、臀鰭軟條16-17枚，體長可達4.8公分，棲息在水淺的潟湖及臨海礁石區，雌魚產附著性卵，雄魚有護卵行為，幼魚為浮游性，生活習性不明。